# Gradsko saobraćajno preduzeće Beograd

Mappa della rete tranviaria

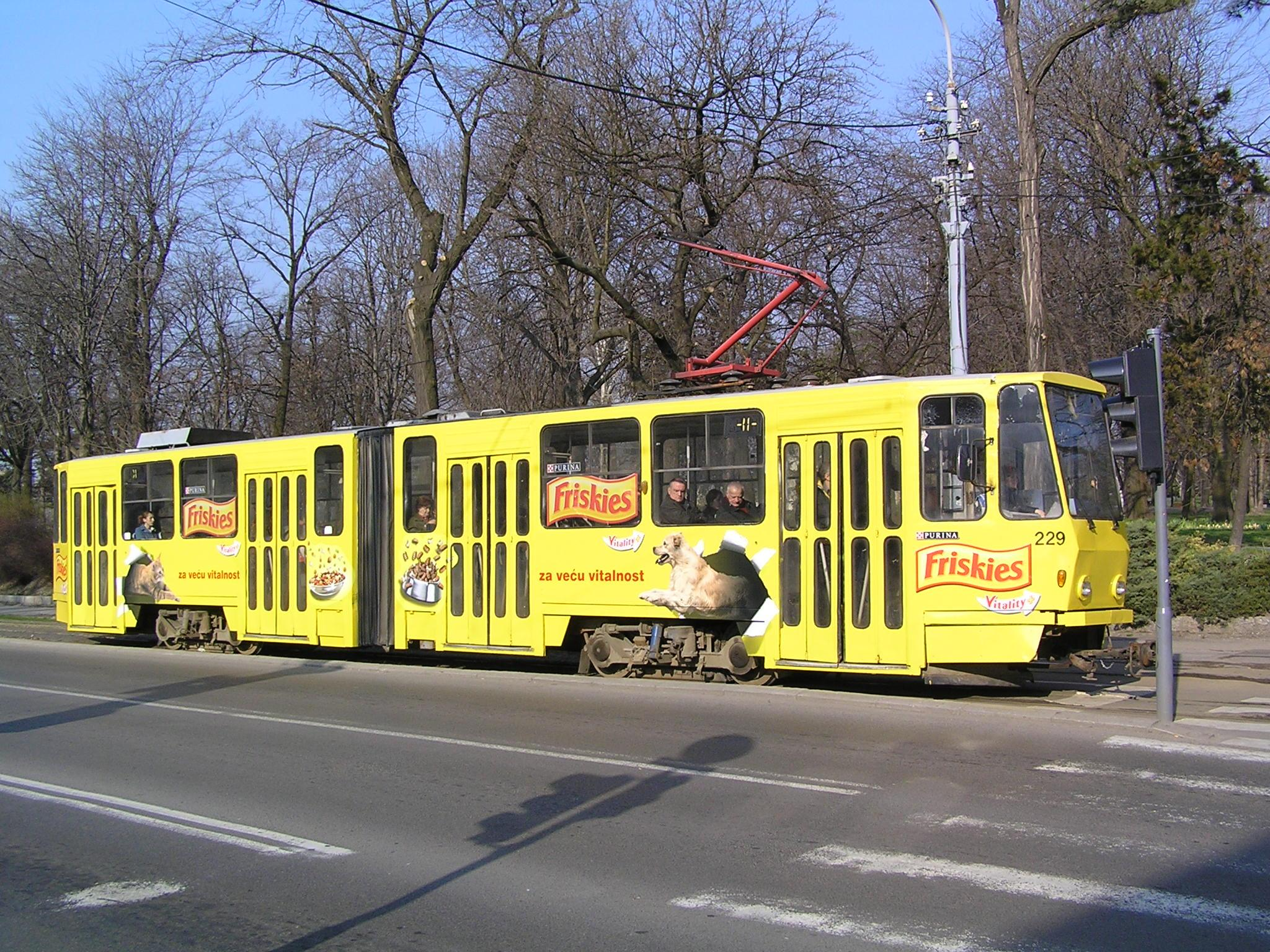
GSP Beograd: tram snodato n. 229 sulla linea 11

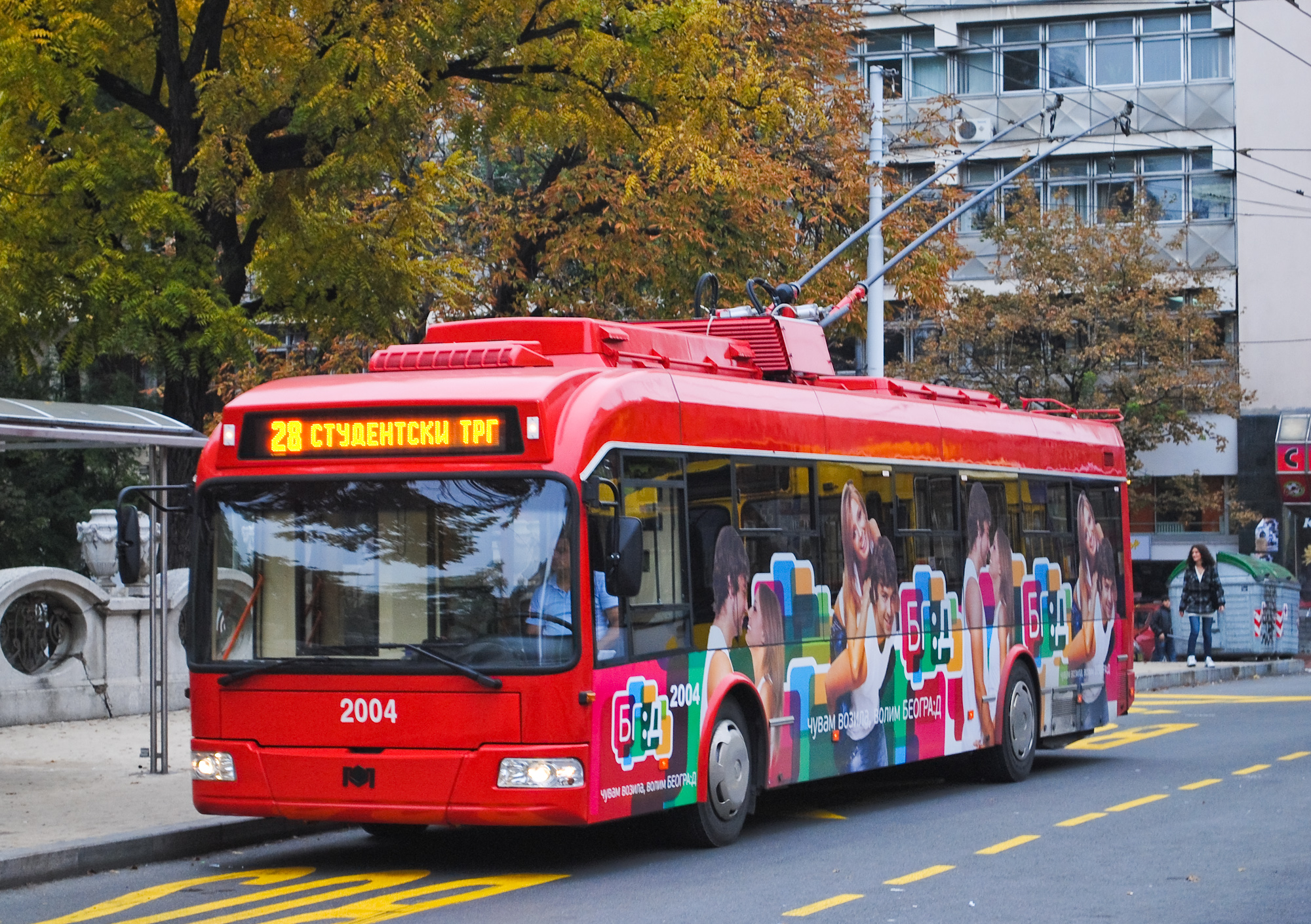
GSP Beograd: filobus AKCM-321 della Belkommunmash n. 2004 sulla linea 28

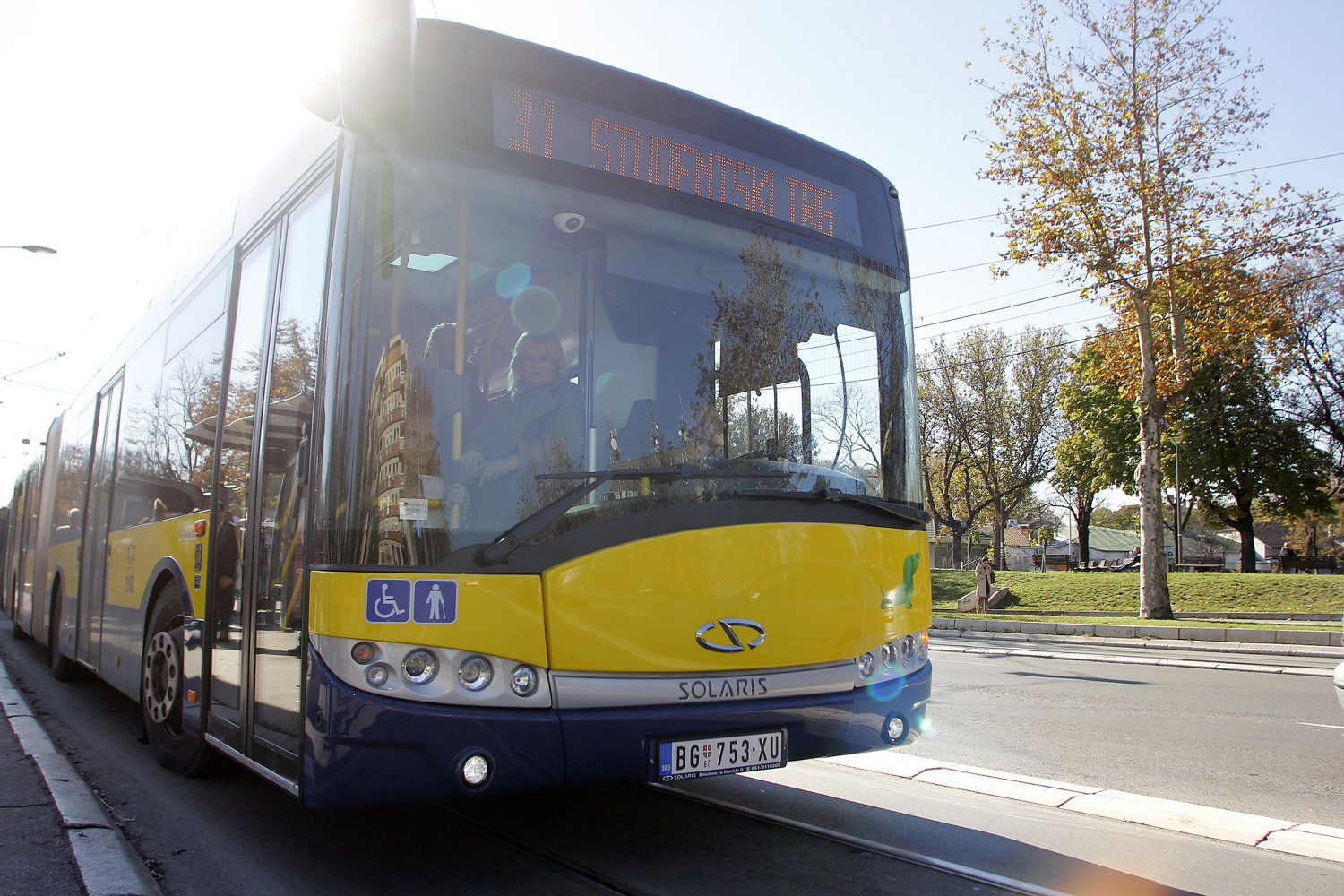
Solaris Urbino 18 ZF Ecolife sulla linea 31

GSP Beograd, in lingua serba ГСП Београд (la sigla sta per Градско саобраћајно предузеће / Gradsko Saobraćajno Preduzeće, "Compagnia di trasporto urbano"), è l'azienda esercente il trasporto pubblico di superficie nella città di Belgrado, capitale della Serbia.

## Storia
L'azienda è nata col nome di Beogradska varoška železnica (Београдска варошка железница) il 14 ottobre 1892 con l'inaugurazione della prima linea di tram elettrici, in luogo di quelli a cavalli.
L'autobus è stato introdotto nel 1925, mentre il primo filobus ha circolato per le strade di Belgrado soltanto nel 1947.

## Esercizio
Nel 2007 il GSP Beograd gestiva 132 linee, di cui 112 esercitate con autobus, 12 tranviarie ed 8 filoviarie, occupando circa 7000 addetti. Esistono, inoltre, collegamenti scolastici e per disabili; nei
giorni feriali circolano mediamente circa mille vetture.
Il servizio è condiviso con aziende private, data la vastità dell'area metropolitana di Belgrado.